# Halim Mersini
Halim Mersini (* 22. September 1961 in Vlora, Albanien) ist ein ehemaliger Fußball-Torwart und heute Fußballtrainer.
Mersini begann seine Karriere bei Shkëndija Tirana, wo er von 1978 bis 1983 spielte. Der Verein musste nach der Saison 1979/80 in die zweite Liga absteigen. Von Juli 1983 bis Juni 1989 war Mersini als Torwart bei 17 Nentori Tirana aktiv und wurde mit dem Verein drei Mal albanischer Meister und gewann zwei Mal den albanischen Fußballpokal.
Mersini war der Torwart der U-21 Mannschaft von Albanien, welche bei der Fußball-Europameisterschaft 1984 im entscheidenden Spiel der Vorrunde gegen Deutschland mit einem 1:1 den Gruppensieg und damit die alleinige Gruppenqualifikation der Gruppe 6 zum Viertelfinale überraschend erlangt hatte. 1988 und 1989 kam Mersini zu insgesamt sechs Einsätzen in der albanischen Nationalmannschaft, vier davon im Rahmen der Qualifikation zur Weltmeisterschaft 1990.
Mersini verbrachte nach seiner Aktivzeit als Spieler mehrere Jahre im Ausland, so in Malmö, Bulgarien und Argentinien. Im Jahr 2010 wurde er Torwarttrainer bei KS Kamza.